# فرودگاه بلوود (باند بیرد)
فرودگاه بلوود (باند بیرد) (به انگلیسی: Belwood (Baird Field) Aerodrome) یک فرودگاه خصوصی است که یک باند فرود چمن دارد. این فرودگاه در کشور کانادا قرار دارد .